# Lobotorna albapex
Lobotorna albapex (лат.) — вид чешуекрылых из подсемейства совок-пядениц. Единственный вид в роде Lobotorna.

## Описание
Красно-коричневые бабочки размахом крыльев от 24 до 28 мм. Хоботок полностью развит. Щупики направлены вверх, их второй членик заходит за вершину головы. Третий членик очень длинный, покрыт плотными чешуйками спереди и опушенн сзади. Усики самца с длинными щетинками и ресничками. Костальная жилка на передних крыльях изогнута к вершине.

## Распространение
Встречаются в Панаме и Тринидаде.